# Куаутепек (муниципалитет)
Куаутепек (исп. Cuautepec) — муниципалитет в Мексике, штат Герреро, с административным центром в одноимённом городе. Численность населения, по данным переписи 2010 года, составила 15 115 человек.

## Общие сведения
Название Cuautepec с языка науатль можно перевести как орёл над холмом.
Площадь муниципалитета равна 314 км², что составляет 0,49 % от площади штата. Он граничит с другими муниципалитетами Герреро: на севере с Аютла-де-лос-Либресом, на востоке с Сан-Луис-Акатланом, на юге с Копалой, и на западе с Флоренсио-Вильярреалем.

## Учреждение и состав
Муниципалитет был образован в 1890 году, в его состав входит 34 населённых пункта, самые крупные из которых:
| Код INEGI | Населённый пункт                                    | Численность населения (2005 год) | Численность населения (2010 год) |
| 025       | Всего                                               | 14 554                           | 15 115                           |
| 0001      | Куаутепек (исп. Cuautepec) (административный центр) | 3 447                            | 3 567                            |
| 0011      | Халапа (исп. Халапа)                                | 1 592                            | 1 651                            |
| 0005      | Коакоюличан (исп. Coacoyulichán)                    | 1 517                            | 1 522                            |
| 0008      | Ла-Дича (исп. La Dicha)                             | 1 131                            | 1 204                            |
| 0007      | Сан-Агустин-Куилутла (исп. San Agustín Cuilutla)    | 1 028                            | 948                              |
| 0017      | Эль-Пабельон (исп. El Pabellón)                     | 905                              | 862                              |
| 0021      | Ауахотитла (исп. Ahuaxotitla)                       | 710                              | 725                              |

## Экономическая деятельность
По статистическим данным 2000 года, работоспособное население занято по секторам экономики в следующих пропорциях: сельское хозяйство, скотоводство и рыбная ловля — 73,5 %, промышленность и строительство — 6,4 %, сфера обслуживания и туризма — 18,6 %.

## Инфраструктура
По статистическим данным 2010 года, инфраструктура развита следующим образом:
- электрификация: 96,4 %;
- водоснабжение: 50,1 %;
- водоотведение: 33,2 %.

## Туризм
Существенных достопримечательностей в муниципалитете нет, но местные жители продают посуду ручной работы.